# Regering-De Tornaco
De Regering-De Tornaco was van 26 september 1860 tot 3 december 1867 aan de macht in het Groothertogdom Luxemburg.

## Samenstelling
| Willem III van Luxemburg                            | groothertog |
| De Tornaco I (26 september 1860 - 9 september 1863) | |
| Victor baron de Tornaco                             | president van de Regering, directeur-generaal van Buitenlandse Zaken en directeur-generaal van Openbare Werken |
| Jean Ulveling                                       | directeur-generaal van Financiën                                                                               |
| Michel Jonas                                        | directeur-generaal van Binnenlandse Zaken en Justitie                                                          |
| De Tornaco II (9 september 1863 - 31 maart 1864)    | |
| Victor baron de Tornaco                             | president van de Regering, directeur-generaal van Buitenlandse Zaken en directeur-generaal van Openbare Werken |
| Jean Ulveling                                       | directeur-generaal van Financiën                                                                               |
| Bernard-Hubert Neumann                              | directeur-generaal van Binnenlandse Zaken en Justitie                                                          |
| De Tornaco III (31 maart 1864 - 26 januari 1866)    | |
| Victor baron de Tornaco                             | president van de Regering en directeur-generaal van Buitenlandse Zaken                                         |
| Jean Ulveling                                       | directeur-generaal van Financiën                                                                               |
| Ernest Simons                                       | dirdcteur-generaal van Binnenlandse Zaken en Openbare Werken                                                   |
| Henri Vannerus                                      | directeur-generaal van Justitie                                                                                |
| De Tornaco IV (26 januari 1866 - 3 december 1866)   | |
| Victor baron de Tornaco                             | president van de Regering en directeur-generaal van Buitenlandse Zaken                                         |
| Jean Ulveling                                       | directeur-generaal van Binnenlandse Zaken                                                                      |
| Ernest Simons                                       | directeur-generaal van Financiën                                                                               |
| Henri Vannerus                                      | directeur-generaal van Justitie                                                                                |
| De Tornaco V(3 december - 14 december 1866)         | |
| Victor baron de Tornaco                             | president van de Regering en directeur-generaal van Buitenlandse Zaken                                         |
| Jean Ulveling                                       | directeur-generaal van Binnenlandse Zaken                                                                      |
| Léon de la Fontaine                                 | directeur-generaal van Justitie en Financiën                                                                   |
| De Tornaco VI(14 december 1866 - 18 juni 1867)      | |
| Victor baron de Tornaco                             | president van de Regering en directeur-generaal van Buitenlandse Zaken                                         |
| Léon de la Fontaine                                 | directeur-generaal van Justitie                                                                                |
| Jean De Colnet d'Huart                              | directeur-generaal van Financiën                                                                               |
| Félix baron de Blochausen                           | directeur-generaal van Binnenlandse Zaken                                                                      |
| De Tornaco VII (18 juni 1867 - 3 december 1867)     | |
| Victor baron de Tornaco                             | president van de Regering en directeur-generaal van Buitenlandse Zaken                                         |
| Jean Colnet d'Huart                                 | directeur-generaal van Financiën                                                                               |
| Félix baron de Blochausen                           | directeur-generaal van Binnenlandse Zaken                                                                      |